# Sitowie

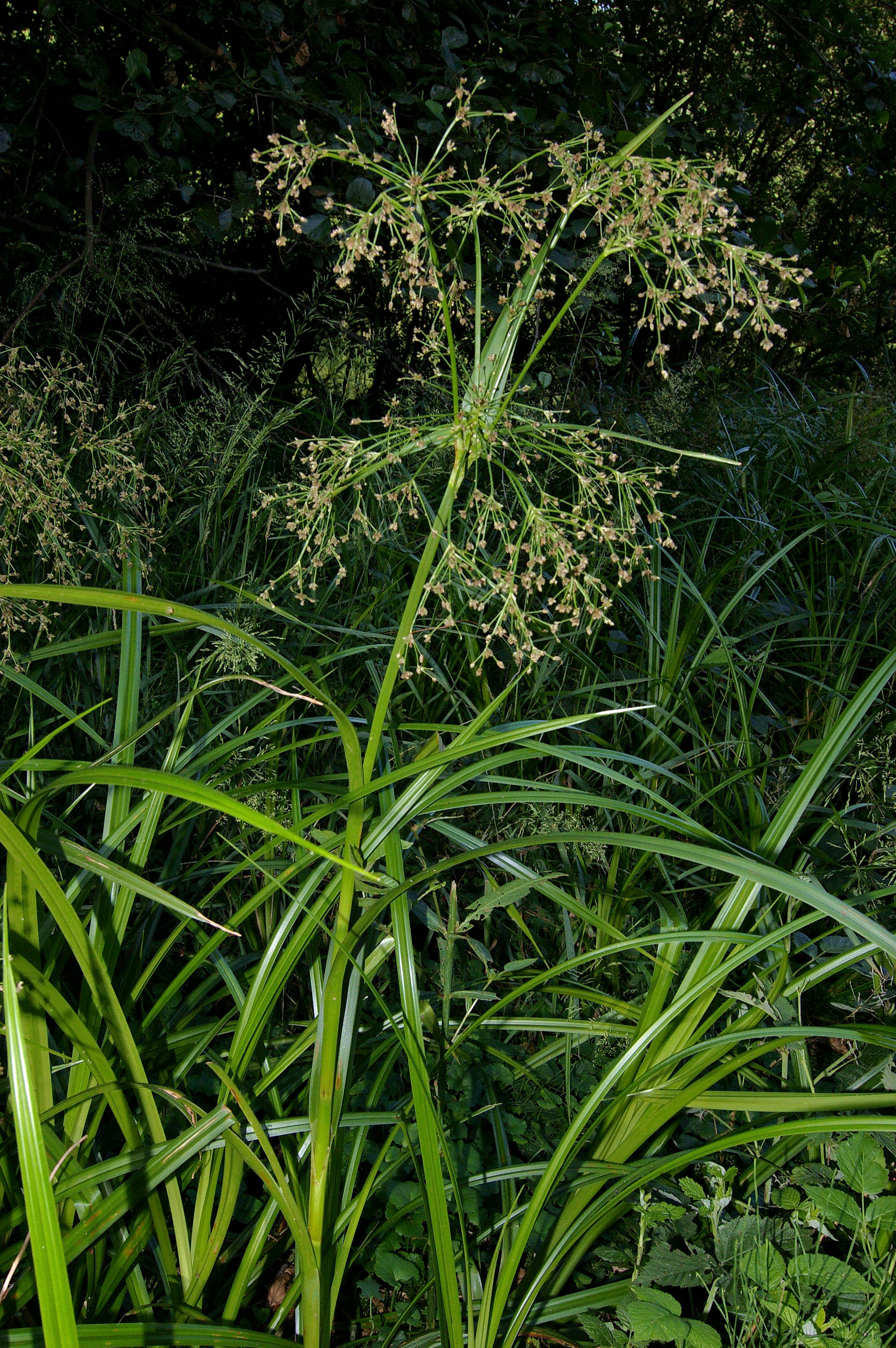
Sitowie leśne

Sitowie (Scirpus L.) – rodzaj roślin z rodziny ciborowatych (turzycowatych). W dawnych ujęciach systematycznych zaliczano tu ok. 250 gatunków, ale współcześnie rodzaj obejmuje do 50 gatunków. Rośliny te występują głównie w strefie umiarkowanej półkuli północnej – w Europie, Azji i Ameryce Północnej. Rodzaj najbardziej zróżnicowany jest w Ameryce Północnej, gdzie występuje 18 gatunków, 12 gatunków rośnie w Chinach. W Polsce dwa gatunki rosną jako rodzime – sitowie leśne S. sylvaticus i sitowie korzenioczepne S. radicans, jeden gatunek jako introdukowany i zadomowiony, choć na pojedynczych stanowiskach – sitowie amerykańskie S. georgianus.
Znaczenie użytkowe rodzaju jest ograniczone. Uprawiany bywa Scirpus atrovirens zawierający alkaloidy, także sitowie leśne S. sylvaticus sadzone jest na brzegach oczek wodnych.
Naukowa nazwa rodzajowa utworzona została z łacińskiej nazwy oczeretu jeziornego, który w klasycznym, szerokim ujęciu rodzaju był tu zaliczany przez Karola Linneusza. W nazewnictwie potocznym nazwa sitowie często oznacza różne gatunki roślin ziemno-wodnych i higrofitów o rurkowatych pędach: sity, oczerety, ponikło, kłoć lub, w jeszcze szerszym znaczeniu, wszelkie trawopodobne rośliny szuwarowe.

## Systematyka
Pozycja systematyczna
Rodzaj z plemienia Scirpeae z podrodziny Cyperoideae z rodziny ciborowatych Cyperaceae. Z dawniej szerokiego ujęcia rodzaju wyodrębniono liczne rodzaje, w tym klasyfikowane do odrębnych plemion w obrębie rodziny. W pierwszych dekadach XXI wieku opisano w randze odrębnych, choć blisko spokrewnionych z sitowiem i zaliczanych do tego samego plemienia rodzajów występujących na półkuli południowej (Amphiscirpus, Phylloscirpus, Rhodoscirpus, Zameioscirpus).
Wykaz gatunków
- Scirpus ancistrochaetus Schuyler
- Scirpus angustisquamis Beetle
- Scirpus atrocinctus Fernald
- Scirpus atrovirens Willd.
- Scirpus × celakovskyanus Holub
- Scirpus chunianus Tang & F.T.Wang
- Scirpus colchicus Kimer.
- Scirpus congdonii Britton
- Scirpus cyperinus (L.) Kunth
- Scirpus dialgamensis Majeed Kak & Javeid
- Scirpus dichromenoides C.B.Clarke
- Scirpus diffusus Schuyler
- Scirpus divaricatus Elliott
- Scirpus expansus Fernald
- Scirpus flaccidifolius (Fernald) Schuyler
- Scirpus fragrans Ruiz & Pav.
- Scirpus fuirenoides Maxim.
- Scirpus georgianus R.M.Harper – sitowie amerykańskie
- Scirpus hainanensis S.M.Huang
- Scirpus hattorianus Makino
- Scirpus huae T.Koyama
- Scirpus karuisawensis Makino
- Scirpus kimsonensis N.K.Khoi
- Scirpus kunkelii Barros
- Scirpus lineatus Michx.
- Scirpus longii Fernald
- Scirpus lushanensis Ohwi
- Scirpus maximowiczii C.B.Clarke
- Scirpus melanocaulos Phil.
- Scirpus microcarpus J.Presl & C.Presl
- Scirpus mitsukurianus Makino
- Scirpus molinianus Beetle
- Scirpus orientalis Ohwi
- Scirpus pallidus (Britton) Fernald
- Scirpus × peckii Britton
- Scirpus pedicellatus Fernald
- Scirpus pendulus Muhl.
- Scirpus petelotii Gross
- Scirpus polyphyllus Vahl
- Scirpus polystachyus F.Muell.
- Scirpus radicans Schkuhr – sitowie korzenioczepne
- Scirpus reichei Boeckeler
- Scirpus rosthornii Diels
- Scirpus spegazzinianus Barros
- Scirpus sylvaticus L. – sitowie leśne
- Scirpus ternatanus Reinw. ex Miq.
- Scirpus trachycaulos Phil.
- Scirpus wichurae Boeckeler